# Austrolimnophila (Austrolimnophila) iris
Austrolimnophila (Austrolimnophila) iris is een tweevleugelige uit de familie steltmuggen (Limoniidae). De soort komt voor in het Neotropisch gebied.